# Cosmovalgus ferranti
Cosmovalgus ferranti är en skalbaggsart som beskrevs av Moser 1912. Cosmovalgus ferranti ingår i släktet Cosmovalgus och familjen Cetoniidae. Inga underarter finns listade i Catalogue of Life.